# 1701 în literatură
- 1700 în literatură — 1701 în literatură — 1702 în literatură

Anul 1701 în literatură a implicat o serie de evenimente și cărți noi semnificative.

## Cărți noi
- Daniel Defoe, The Original Power of the Collective Body of the People of England[1]
- John Dennis,  The Advancement and Reformation of Modern Poetry[1]
- Richard Steele, The Christian Hero[1]
- Jonathan Swift, A Discourse of the Contests and Dissensions Between the Nobles and the Commons in Athens and Rome[1]
- William Temple, Miscellanea: the Third Part, publicat postum
- John Toland, The Art of Governing by Partys[1]
- Benjamin Whichcote, Several Discourses, publicată postum în patru volume, din acest an până în 1707